# Museumstraße (Wien)
Museumstraße ist in Wien der Name eines Teils der sogenannten Zweierlinie, einer Parallelen zur Ringstraße im Zentrum der Stadt. Es handelt sich um den Abschnitt zwischen der Lerchenfelder Straße und der Burggasse. Unter der Straße verkehren die U-Bahn-Linie U2 und kreuzend die U3, beide mit der U-Bahn-Station Volkstheater.
Die Straße wurde 1870 nach den beiden großen staatlichen Museen, dem Kunsthistorischen Museum und dem Naturhistorischen Museum, benannt, die später bis 1891 bzw. 1889 neben dem angrenzenden heutigen Museumsplatz gebaut wurden. Dieser war bis 1927 Teil der Museumstraße, dann wurde der Abschnitt bis 1996 als Messeplatz bezeichnet, weil der Vorgänger des heutigen MuseumsQuartiers damals als Messepalast fungierte.
An die Museumstraße grenzen der 1881 eröffnete Justizpalast und das 1889 eröffnete Volkstheater, damals Deutsches Volkstheater genannt. Im Norden heißt der benachbarte Abschnitt der Zweierlinie Auerspergstraße, im Süden Museumsplatz. Die Museumstraße bildet mit ihrer stadtzentrumsseitigen Häuserfront die Grenze zwischen dem südwestlich gelegenen 7. Bezirk, dem Neubau, und dem nordöstlich gelegenen 1. Bezirk, der Inneren Stadt, die Straßenfläche selbst gehört zum 7. Bezirk, Neubau. Dem Volkstheater genau gegenüber befindet sich auf Nr. 6 das Café Raimund. Vor diesem hat am 13. April 1956 die Schauspielerin Käthe Dorsch den Autor Hans Weigel medienwirksam geohrfeigt.
Im Unterschied zur Ringstraße, die für den Autoverkehr nur im Uhrzeigersinn befahrbar ist, wird die Zweierlinie in beiden Richtungen befahren.